# Gran Sasso Science Institute
Das Gran Sasso Science Institute (GSSI) ist eine italienische staatliche Graduiertenschule und Forschungseinrichtung mit Sitz in L’Aquila in den Abruzzen. Das GSSI wurde 2012 vom Istituto Nazionale di Fisica Nucleare (INFN) gegründet und 2016 verselbständigt. Es besteht weiterhin eine enge Zusammenarbeit mit dem INFN und dessen Laboratori Nazionali del Gran Sasso sowie mit diversen Elitehochschulen und der Universität L’Aquila.

## Geschichte
Nach dem Erdbeben von L’Aquila 2009 beschloss die italienische Regierung die Einrichtung einer höheren Bildungs- und Forschungseinrichtung, die das Potenzial der unterirdischen Versuchslabore im Gran Sasso d’Italia besser nutzen soll. Das GSSI wurde 2012 mit einem Gesetz gegründet und nahm seinen Betrieb im akademischen Jahr 2013–2014 auf. Auf dem Weg von einem Forschungszentrum des INFN zu einer selbständigen Graduiertenschule mit internationaler Ausrichtung wurde das GSSI von der Universität L’Aquila und drei italienischen Elitehochschulen unterstützt, darunter die Scuola Superiore Sant’Anna. Nach einer Prüfung durch staatliche Stellen erhielt das GSSI 2016 den Status einer selbständigen staatlichen Graduiertenschule. Derzeit gibt es in Italien nur drei Schulen dieser Art.

## Forschungsgebiete
Schwerpunkte des GSSI sind Astroteilchenphysik, Mathematik, Informatik und Städtebau. Verkehrssprache ist das Englische. Ph.D.-Studienprogramme sind grundsätzlich auf drei Jahre ausgelegt. Darüber hinaus gibt es eine Reihe anderer Programme und Kurse. Für besonders begabte Studenten in Masterstudiengängen der Universität L’Aquila gibt es am GSSI verschiedene Ergänzungskurse und andere Zusatzangebote. Die Vergabe der wenigen Studienplätze erfolgt nach einem besonderen Auswahlverfahren.